# Alocasia micholitziana
Alocasia micholitziana är en kallaväxtart som beskrevs av Henry Frederick Conrad Sander. Alocasia micholitziana ingår i släktet Alocasia och familjen kallaväxter. Inga underarter finns listade.

## Bildgalleri

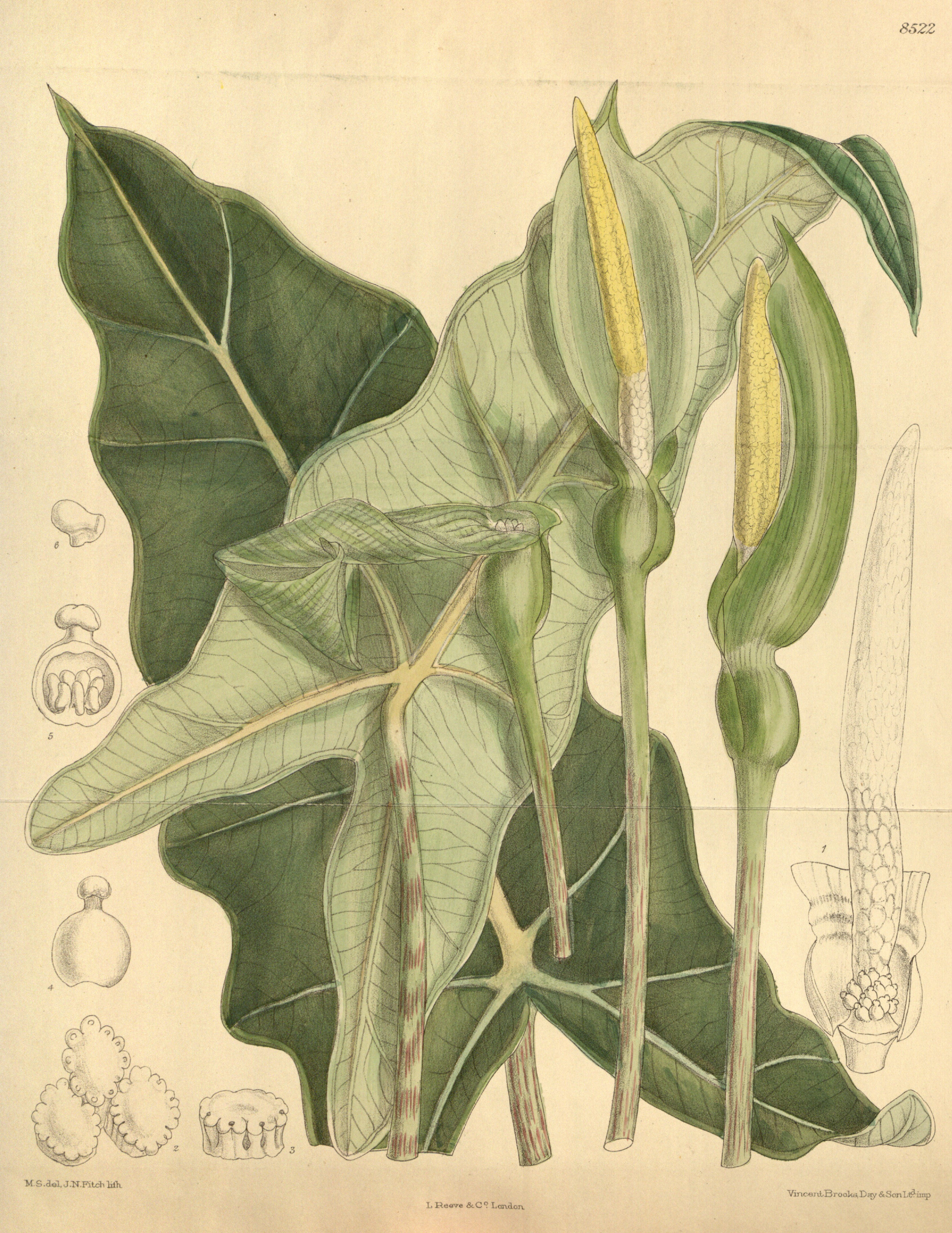
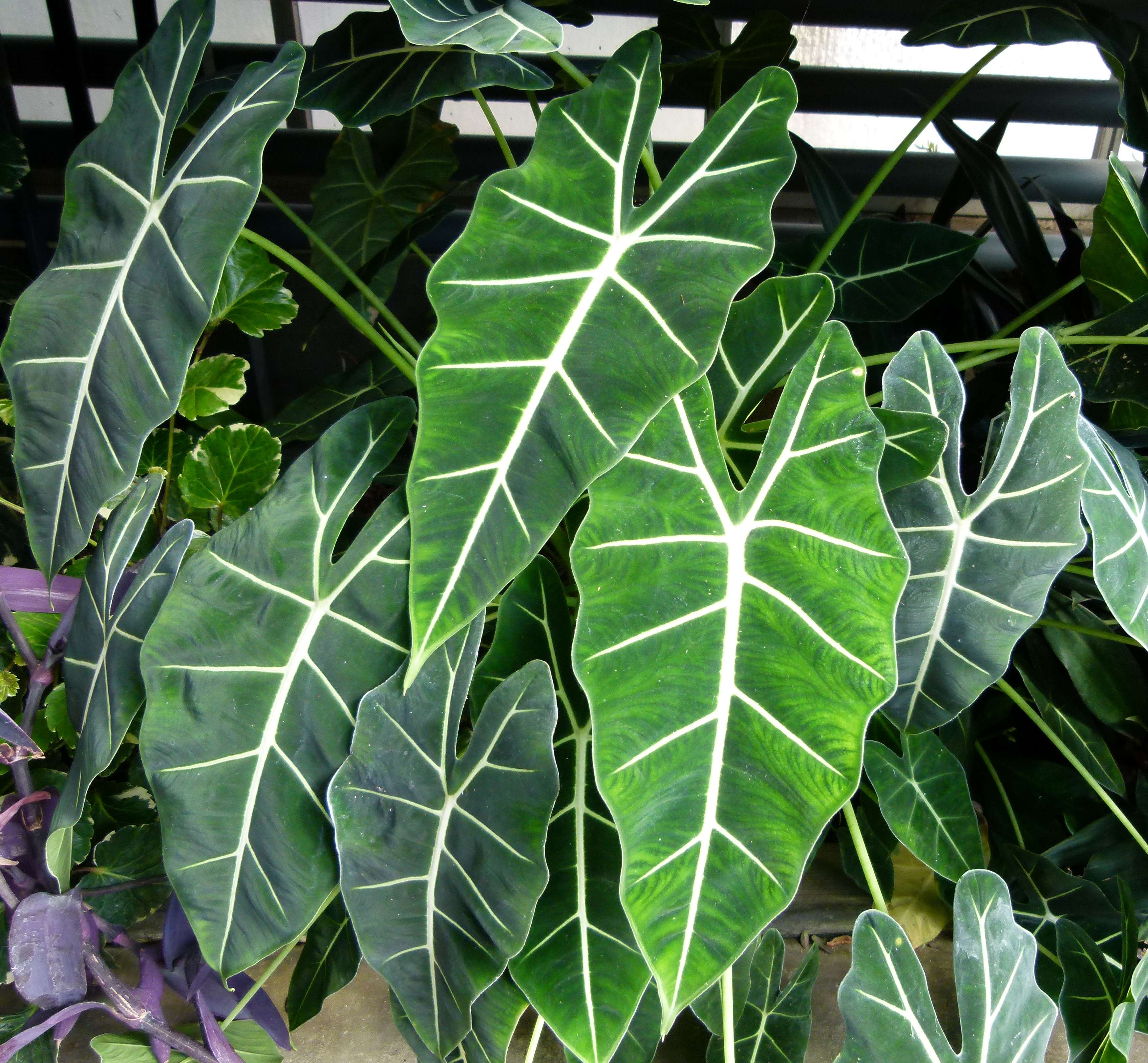
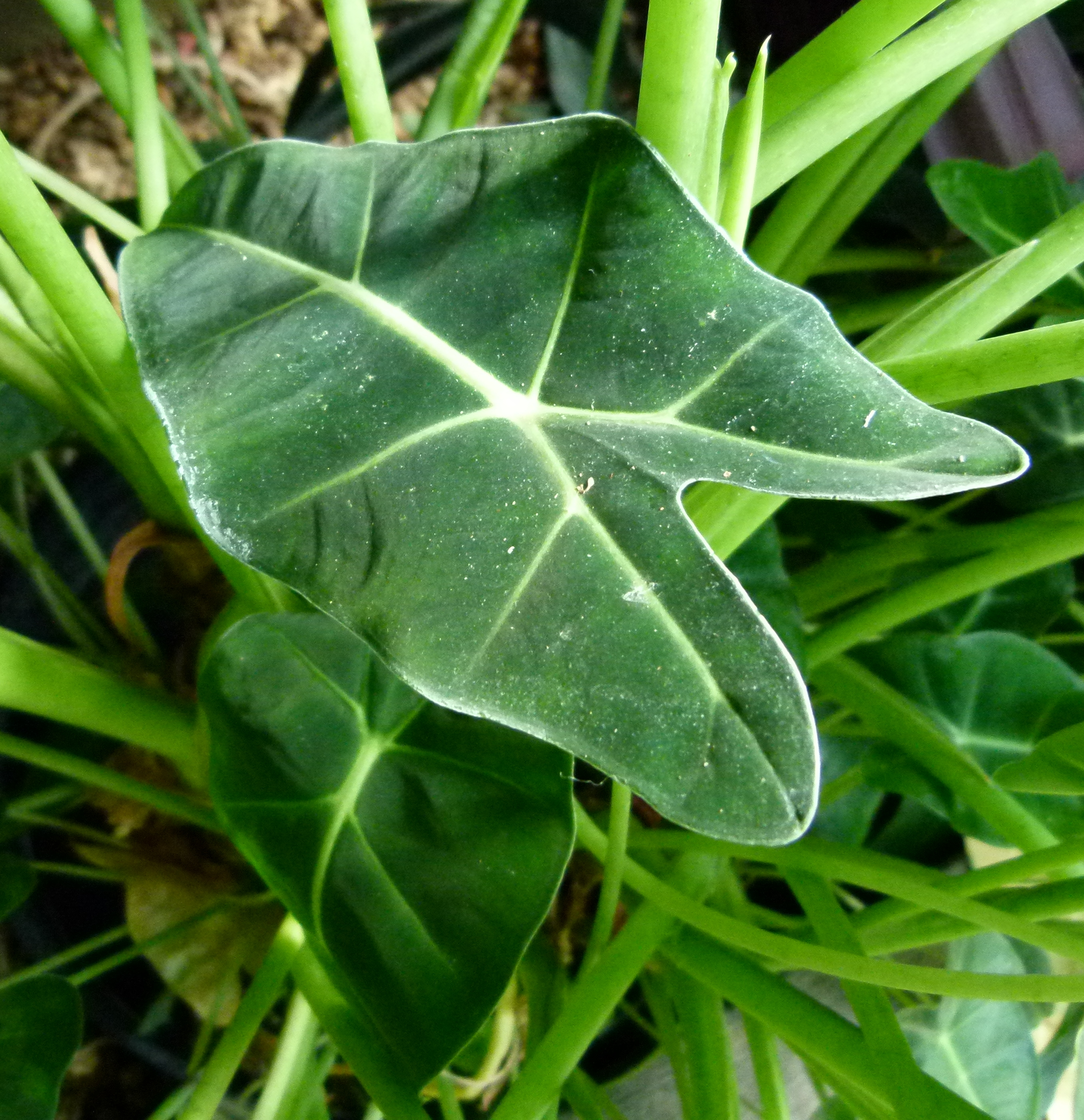